# Camerupt
Camerupt (japanski: バクーダ Bakūda) jedan je od 1025 fiktivnih vrsta Pokémona iz medijske franšize Pokémon, skupa Pokémon videoigara, animiranih serija, manga stripova, knjiga, igraćih karata i drugih medija kojima je tvorac Satoshi Tajiri. Svrha je Camerupta u videoigrama, animiranoj seriji i manga stripovima, kao i svrha ostalih Pokémona, borba s divljim Pokémonima – neukroćenim stvorenjima koje igrači i likovi pronalaze dok kreću na razne avanture – i pripitomljenim Pokémonima drugih Pokémon trenera.
Cameruptovo je ime kombinacija engleskih riječi "camel" = deva, i "erupt" = erumpirati, što je zapravo nasilna pojava vulkanskog izbacivanja magme, pepela i dima iz unutrašnjosti vulkana. Njegovo je japansko ime kombinacija japanskih riječi 爆発 (bakuhatsu) = erupcija, i 駱駝 (rakuda) = deva.

## Biološke karakteristike
Camerupt je Pokémon visok nešto manje od dva metra, s crvenim krznom i dvije kamene grbe na leđima, što povezuje njegov izgled s izgledom dvogrbe deve, te plavim okruglim simbolima na svojim bokovima. Grbe nalik vulkanima stvorene su transformacijom Cameruptovih kostiju. Unutar Cameruptovog tijela nasilna je aktivnost vulkana. Camerupt u tijelu pohranjuje velike količine rastopljene magme koja dostiže temperaturu od 18,000 Fahrenheitovih stupnjeva (9 982.22 °C), što uzrokuje nasilne erupcije iz njegovih kamenih grba. Erupcije iz Cameruptovog tijela zapravo su fenomen koji se odvija svakih deset godina, ali postaju češće ako se Camerupt razbjesni. Cameruptovo su životno stanište vulkanski krateri i područja u blizini gejzira.

## U videoigrama
Camerupta se može naći u divljini samo u Pokémon Diamond i Pearl igrama, dok ga se u ostalim igrama mora razviti iz Numela, kojeg se može pronaći na Vatrenom putu u igrama Pokémon Ruby, Sapphire i Emerald. Za dobivanje Numela u ostalim igrama, poput igara Pokémon FireRed i LeafGreen, potrebno je izvršiti razmjenu Pokémona.
Niži članovi Tima Magme, zloglasnog tima koji nastoji proširiti kopno u Pokémon Ruby i Emerald igrama, koriste Cameruptov prethodni oblik, Numela, u borbama protiv igrača. Maxie, vođa Tima Magme, i sam ima Camerupta kojeg koristi u borbi protiv igrača.
Što se Pokémon borbi tiče, Camerupt je veoma dobar kandidat za dvostruke borbe, kada njegov napad Potresa (Earthquake) djeluje destruktivno na sve Pokémone u igri, osim na Camerupta. Pokémon koji se koristi u dvostrukim borbama zajedno s Cameruptom trebao bi biti Letećeg tipa, ili bi trebao posjedovati Pokémon sposobnost Levitacije (Levitate), kao što to primjerice posjeduju Latios, Flygon i Lunatone, što osigurava da Pokémon koji surađuje s Cameruptom neće biti ozlijeđen korištenjem Potresa. Camerupt može naučiti neke moćnije napade kao što su Kameni napad Odronjavanja (Rock Slide) i Vatreni napad Bacača plamena (Flamethrower). Isto tako, Camerupt je jedan od rijetkih Pokémona koji prirodnim putem uči Erupciju (Eruption), veoma snažan Vatreni napad, čija se moć smanjuje kako Camerupt gubi HP-e.
Sa svojom Pokémon sposobnošću Oklopa magme (Magma Armor), Camerupt ne može biti smrznut protivničkim Ledenim napadima, dok nošenje Camerupta s ovom sposobnošću u timu uzrokovat će brže izvaljivanje Poké-jaja u igračevu timu (od Pokémon Emerald igre, nadalje). No, zbog svog dvostrukog Vatrenog/Zemljanog tipa, Camerupt je izrazito slab na Vodene napade.

## U animiranoj seriji
Camerupt se prvi put u Pokémon animiranoj seriji pojavio u epizodi "Candid Camerupt!". Ash se borio protiv obitelji Winstrate (koja se pojavljuje i u Pokémon Ruby, Sapphire i Emerald igrama), koja posjeduje Camerupta. Camerupt se borio s Ashovim Pikachuom, no zbog nekoliko slučajnih nezgoda, borba biva izjednačena, bez pobjednika i gubitnika.